# برونو شوندوف
برونو شوندوف (بالكرواتية: Bruno Šundov) مواليد 10 فبراير 1980 في سبليت، جمهورية كرواتيا الاشتراكية، جمهورية يوغوسلافيا الاشتراكية الاتحادية، هو لاعب كرة سلة كرواتي بدأ مسيرته الاحترافية في سنة 1997. تم اختياره من قبل فريق دالاس مافيريكس خلال الدرافت. يبلغ طوله 7 قدم 3 بوصة (2.2 م).

## المسيرة الاحترافية
لعب مع دالاس مافيريكس من سنة 1998 إلى 2000، ثم لعب مع إنديانا بايسرز من سنة 2000 إلى 2002، ثم لعب مع بوسطن سيلتكس في موسم 2002–2003، ثم لعب مع كليفلاند كافالييرز في سنة 2003، ثم لعب مع نيويورك نيكس في موسم 2003–2004، ثم لعب مع مكابي تل أبيب لكرة السلة في سنة 2004.

## روابط خارجية
- برونو شوندوف على موقع الاتحاد الدولي لكرة السلة (الإنجليزية)
- برونو شوندوف على موقع الدوري الأوروبي لكرة السلة (الإنجليزية)
- برونو شوندوف على موقع إن بي أي (الإنجليزية)
- برونو شوندوف على موقع سبورتس رفرنس (الإنجليزية)
- برونو شوندوف على موقع الدوري الإسباني لكرة السلة (الإسبانية)
- برونو شوندوف على موقع كرة السلة الأوروبية.كوم (الإنجليزية)
- برونو شوندوف على موقع ريلجم (الإنجليزية)
- برونو شوندوف على موقع بروبوليرز (الإنجليزية)
- برونو شوندوف على موقع سبورتس رفرنس (الإنجليزية)